# Bonifaci d'Alsàcia
Bonifaci d'Alsàcia (Bonifacius) (mort el 673) va ser el segon duc d'Alsàcia entre aproximadament 656 i 662.

## Biografia
Vers 656 va succeir a Gondoí d'Alsàcia com a duc. Com altres ducs posteriors va afavorir l'expansió del cristianisme creant abadies que asseguren l'evangelització.
Bonifaci va fundar vers el 660 l'abadia de Wissembourg i poc després de l'abadia de Munster. El desbrossament del massís dels Vosges va començar sota el seu govern.
El va succeir com a duc Etichó-Adalric d'Alsàcia.